# Estadio de Hainaut

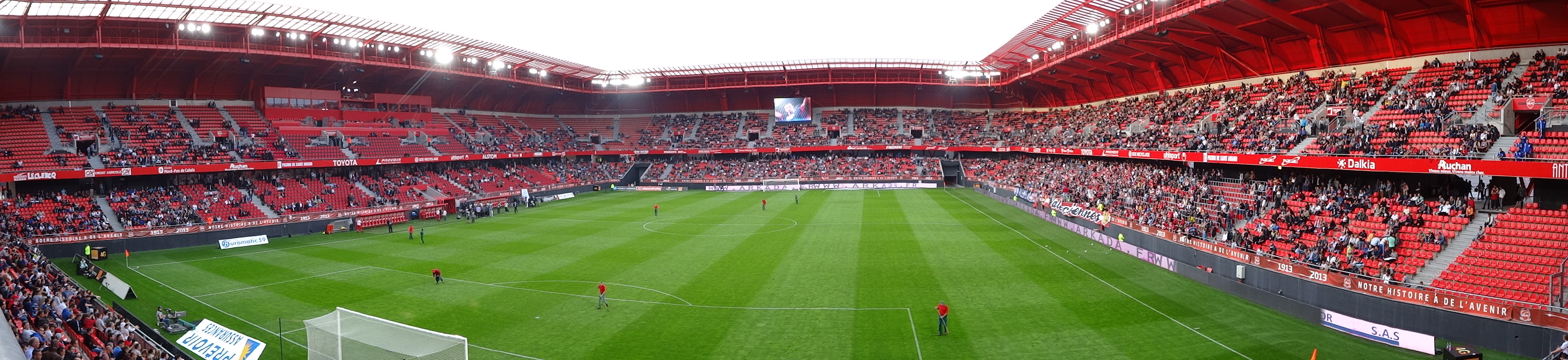
Imagen Panorámica del Estadio de Hainaut

El Estadio du Hainaut es un estadio multiusos ubicado en la ciudad de Valenciennes, en Francia. Acoge los partidos de local del club de fútbol Valenciennes FC de la Ligue 2. Es el principal escenario deportivo de la ciudad y posee una capacidad para 25 000 espectadores.
El recinto fue inaugurado en 2011 y reemplazo al antiguo Stade Nungesser, obsoleto para los requerimientos actuales de un club de la liga francesa de fútbol. La capacidad del nuevo estadio puede ser ampliada a cerca de 35 000 asientos para los conciertos y otros espectáculos artísticos.

## Eventos disputados

### Copa Mundial Femenina de Fútbol de 2019
- El estadio albergó seis partidos de la Copa Mundial Femenina de Fútbol de 2019.
| Fecha               | Selección #1 | Resultado | Selección #2 | Ronda                 | Espectadores |
| ------------------- | ------------ | --------- | ------------ | --------------------- | ------------ |
| 9 de junio de 2019  | Australia    | 1 - 2     | Italia       | Primera fase, Grupo C | 15 380       |
| 12 de junio de 2019 | Alemania     | 1 - 0     | España       | Primera fase, Grupo B | 20 761       |
| 15 de junio de 2019 | Países Bajos | 3 - 1     | Camerún      | Primera fase, Grupo E | 22 423       |
| 18 de junio de 2019 | Italia       | 0 - 1     | Brasil       | Primera fase, Grupo C | 21 669       |
| 23 de junio de 2019 | Inglaterra   | 3 - 0     | Camerún      | Octavos de final      | 20 148       |
| 29 de junio de 2019 | Italia       | 0 - 2     | Países Bajos | Cuartos de final      | 22 600       |